# Honda VF 500

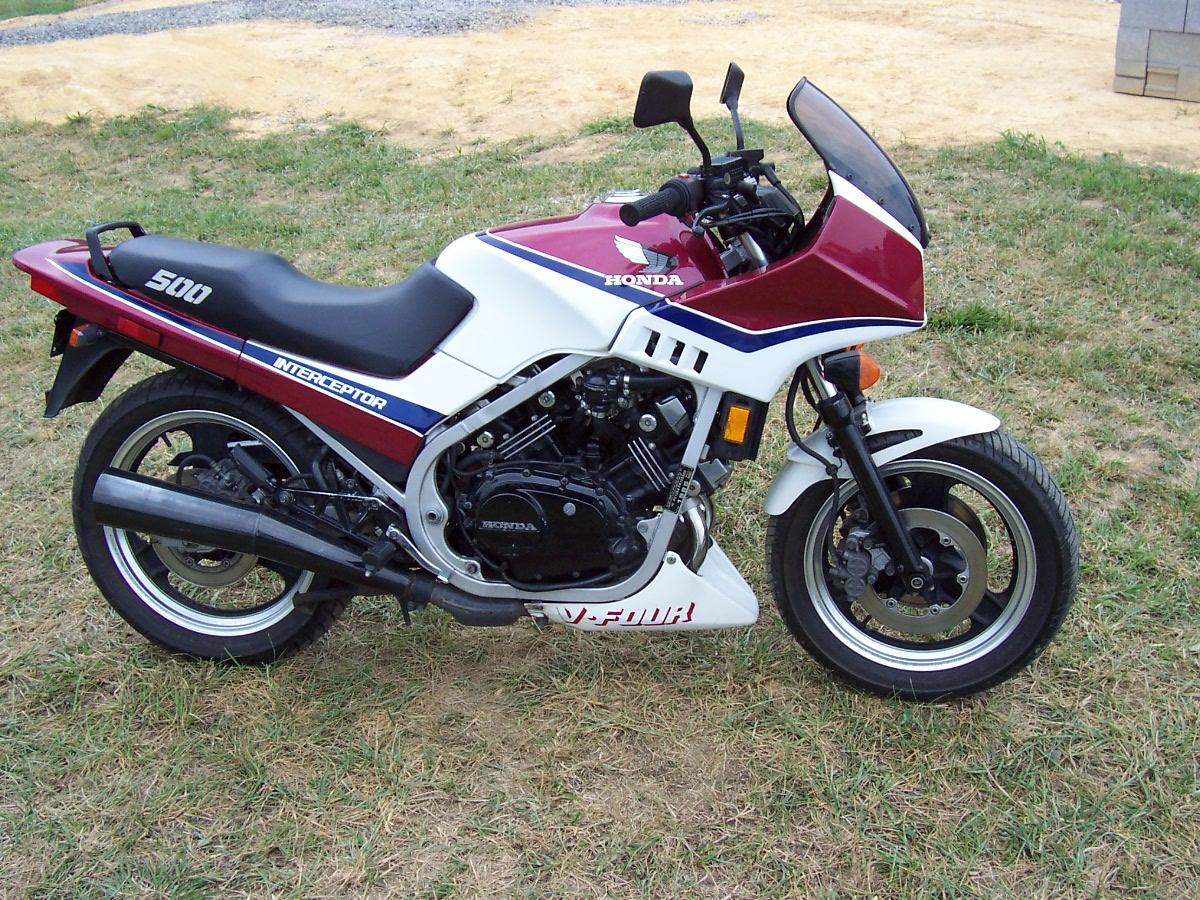
Honda VF 500 F (Nordamerika-Version mit Gussfelgen)

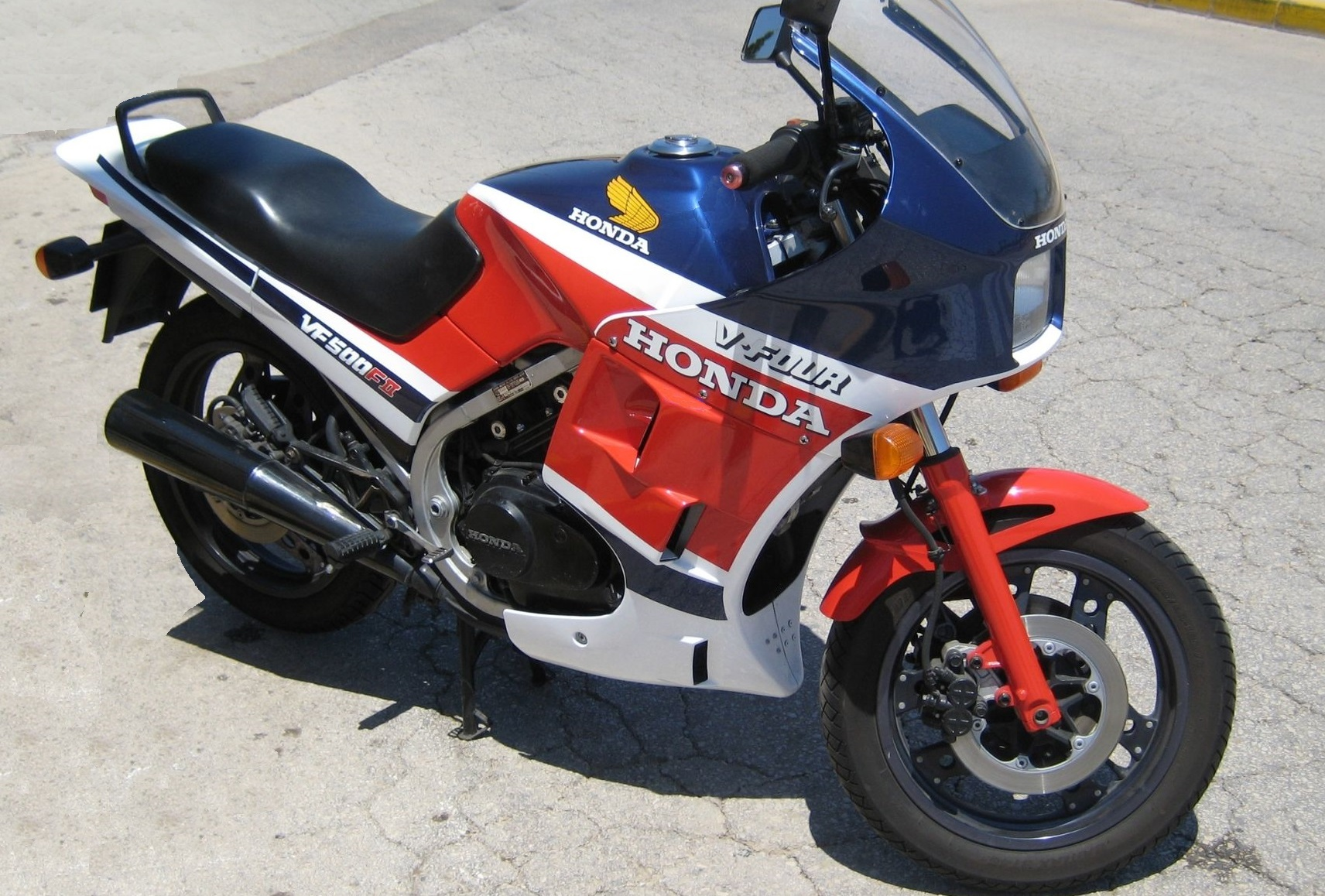
Honda VF 500 F2

Die Honda VF500F (Werkscode: PC 12) (als „Interceptor“ für den US-amerikanischen und kanadischen Markt bezeichnet) war ein Sportmotorrad mit 498 cm³ Hubraum, das von 1984 bis 1987 hergestellt wurde.
Es war Teil der Honda-V4-Motorräder der ersten Generation (Interceptor – VF400F, VF500F, VF750F, VF 750 S, VF 750 C, VF1000F, VF1000 R, Honda VF 1100 C). Die VF500F wurde zwar von der Honda VF400F (400-cm³-Motor) abgeleitet, war jedoch in vielen Teilen eigenständig.
Der quer eingebaute V-Motor hatte wie die Honda VF 750 einen 90 Grad Zylinderbankwinkel, 0 Grad Hubzapfen- und 360 Grad Zündversatz. Die erste Version aus 1984 hatte 4 Keihin-Gleichdruckvergaser VD 56B mit 29 mm Durchlass (27 mm ab 1985). Die Motorleistung betrug 52 kW (70 PS) bei 11.500/min. Die Kraftübertragung erfolgte durch ein klauengeschaltetes 6-Gang-Getriebe. Die Höchstgeschwindigkeit betrug 203 km/h (205 km/h der F2). Trotz der hohen Nenndrehzahl bot der Motor überraschende Durchzugsqualitäten. Bereits ab 2.000/min hing der sehr kurzhubige (44 mm) V4 (Bohrung 60 mm) willig am Gas und beschleunigte bis über 12.000/min ohne Leistungslöcher, wobei ab 10.000/min nochmals deutliche Leistungszuwächse zu spüren waren. Durch die Paarung von niedrigem Gewicht und hoher Leistung war die VF 500 sportlicher als die durchzugsstärkere, aber auch etwas trägere VF 750 F.
Die VF500F wurde für den nordamerikanischen und europäischen Markt produziert. Die europäische Marktversion hatte auch ein VF500F2-Modell, welche sich durch eine Vollverkleidung unterschied, während die VF500F eine Halbverkleidung mit Bugspoiler vor der Ölwanne hatte.
Der VF500F hatte einen Vierkantstahlrohrrahmen mit einer konventionellen Teleskopgabel mit 37 mm Standrohren und einer hinteren luftunterstützten Monofeder/Dämpfung, dem sogenannten Honda Pro-Link-System. Zur besseren Handlichkeit wurde ein 16-Zoll-Vorderrad (Breite 2,50 Zoll) mit einem 100/90-16-Reifen verwendet. Das Hinterrad hatte einen Durchmesser von 18 Zoll (Breite 2,75 Zoll) mit einem 110/90-18-Reifen. In Europa hatte die 500er VF genietete Comstar-Felgen, in Nordamerika Gussfelgen. Der Radstand betrug 1420 mm, Lenkkopfwinkel 63 Grad, Nachlauf 101 mm. Der Federweg betrug vorne 140 mm und hinten 115 mm.
Die Leistung der Lichtmaschine betrug 260 W bei 5.000/min. Die Kapazität der 12 V-Batterie betrug 12 Ah.
Die Bremsen vorn waren eine 256-mm-Doppelscheibe, hinten eine 256-mm-Einzelscheibe.
Der Benzintank fasste 16,5 Liter mit einer Reserve von 4 Litern. Das Leergewicht der Maschine betrug vollgetankt 201 kg (202 kg F2), das Trockengewicht betrug 185 kg (186 kg F2).
Der Preis in Deutschland betrug 1984 für die F 8.678 DM inkl. Nebenkosten und 9.618 DM für die F2.
Die VF 500 wurde 1987 durch die Honda CBR 600 F ersetzt.
Die VF 500 war auch – allerdings nicht offiziell in Deutschland – unter der Modellbezeichnung Magna V 30 auch als C-Version, als Chopper erhältlich (Werkscode PC 13). Diese hatte keinen Kardanantrieb wie die größeren Choppermodelle Honda VF 750 C oder Honda VF 1100 C, sondern einen Kettenantrieb.

## Mängel
Wie die 750er und 1000er V4-Triebwerke hatte auch die 500er zunächst Mängel. Jedoch nicht wie dort am Ventiltrieb, sondern die Kurbelwelle war schadhaft. Die besonders leichte Kurbelwelle war dem hohen Drehzahlniveau (bis 12.000 Umdrehungen) nicht gewachsen, so dass es zu Brüchen im Bereich der Kurbelwangen kam. Honda tauschte diese Teile auf Garantie bzw. Kulanz durch verbesserte Teile aus. Die Modelle mit den Nummern PC 12-2000001 bis 2099999 sowie PC 12-4000001 bis 4099999 waren betroffen. Allein in Deutschland mussten 511 Motoren wegen dieses Fertigungsfehlers ausgetauscht werden.
Gleichzeitig wurden für das Modelljahr 1985 folgende technische Änderungen umgesetzt:
Kleinere Vergaser mit nun 27 mm Durchlass sowie Verlängerung der Sekundärübersetzung von 15 (Ritzel) zu 43 (Kettenrad) auf 15 zu 41 Zähne. Dies führte zu einer Absenkung der Spitzendrehzahl und gleichzeitig zu mehr Kraft im unteren Drehzahlbereich.